# Marcella Althaus-Reid
Marcella Maria Althaus-Reid (Rosario, 1952 – Edimburgo, 20 febbraio 2009) è stata una teologa argentina, impegnata nei movimenti di liberazione femminista e lgbt.

## Biografia
Si è laureata in teologia presso l'Istituto Teologico Ecumenico (ISEDET) di Buenos Aires, tra le prime donne del suo Paese ad accedere ai gradi accademici teologici. Al termine della sua vita, è stata senior lecturer in etica cristiana nella facoltà di teologia presso il New College di Edimburgo (Scozia).
La sua ricerca teologica, muovendosi dalla teologia della liberazione latinoamericana, ha approfondito le tematiche sulla sessualità e sulla gender theory, con un approccio ermeneutico biblico di taglio materialista e femminista. È tra le iniziatrici di un originale approccio teologico, la "Teologia Queer" (queer theology), in cui la tematica della liberazione è declinata nella condizione di discriminazione degli omosessuali.

## Opere
- Indecent Theology. Theological Perversions in Sex, Gender and Politics, Londra (2001);
- The Queer God, Londra (2003); tr. it. Il Dio queer, Torino (2014);
- From Feminist Theology to Indecent Theology, Londra (2004);
- From Liberation Theology to Indecent Theology. A Trouble for Sexuality, New York (2005);
- Liberation Theology and Sexuality, London (2006);

Presso l'editrice londinese Continuum, insieme a Lisa Isherwood ha diretto la collana Queering Theology.
Contributi in italiano sono stati pubblicati sulla rivista Concilium, di cui è stata membro del comitato internazionale:
- L'indecenza del nostro insegnamento Concilium, n.1/1996;
- La grazia e l'altro, Concilium, n.4/2000;
- L'esodo di Dio, Concilium, n./2001;
- Il diritto della donna a non essere "normale", Concilium, n.5/2002;
- Diventare una regina, Concilium, n.1/2005;
- Chi ha incastrato Clodovis Boff?, Concilium, n. 2/2006;
- Sulla morte spietata, Concilium, n. 5/2006;
- Terra queer e teologia della liberazione, Concilium, n./2008.

Su Marcella Althaus-Reid in italiano:
- Federico Battistutta, Teologie e rizomi. Omaggio a Marcella Althaus-Reid, "Adista", 12/10/2019, pp. 13-15;
- Gianluigi Gugliermetto, Prefazione a Il Dio queer, cit., pp. 5-44;
- Letizia Tomassone, Postfazione a Il Dio queer, cit., pp. 291-298.